# العصر الذهبي للسينما المكسيكية

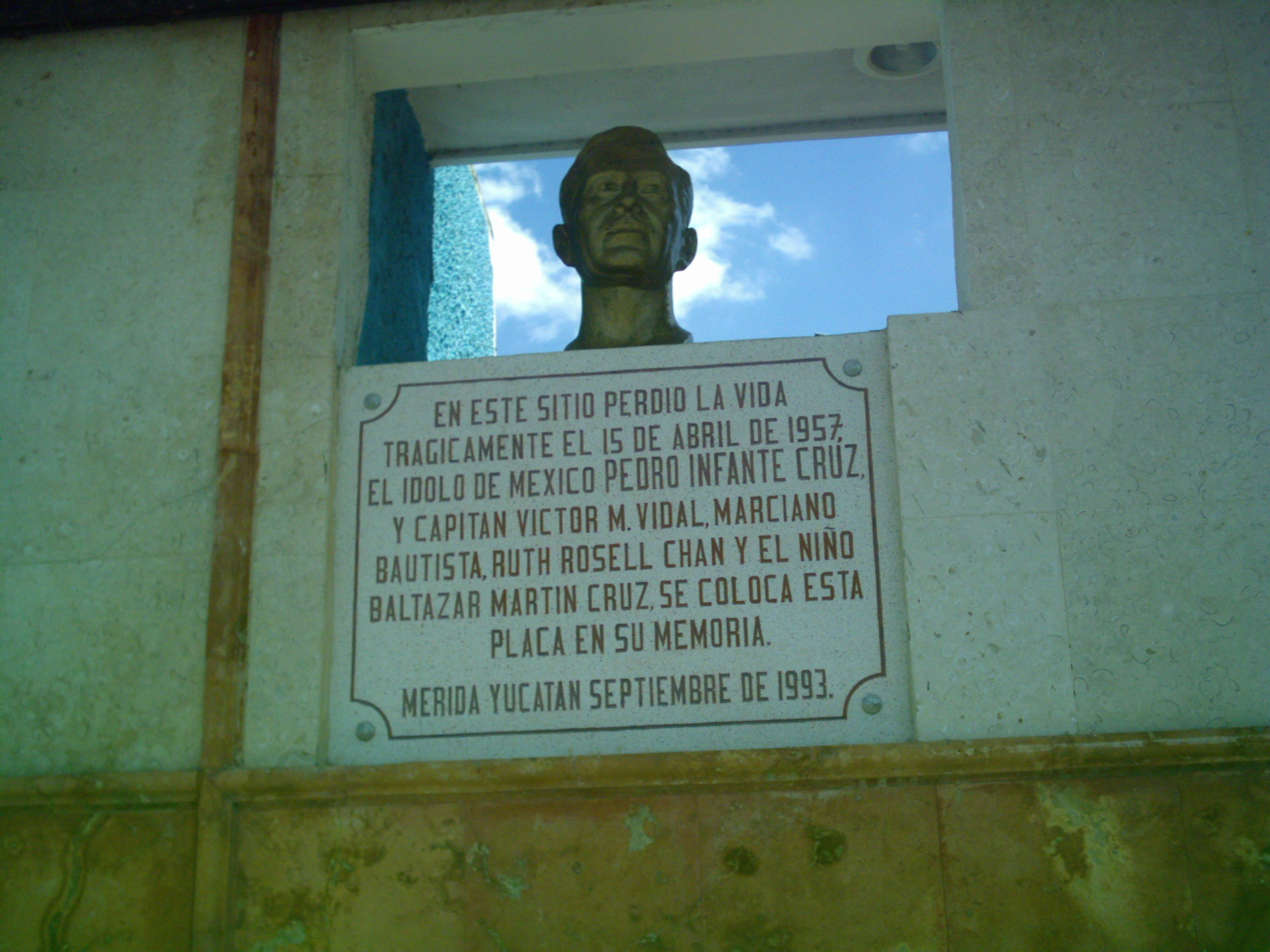
تمثال بيدرو إنفانتي في مكان وفاته، حيث يوصف بأنه أحد أعظم ممثلي العصر الذهبي للسينما المكسيكية ، ويعتبر أحد الأيقونات اللاتينية.

العصر الذهبي للسينما المكسيكية (بالإسبانية Época de Oro del Cine Mexicano) هي فترة في تاريخ السينما المكسيكية بين الأعوام 1936 و1956 حيث وصلت صناعة السينما آنذاك إلى مستويات عالية من الإنتاج والجودة والنجاح الاقتصادي بالإضافة لحصولها على تواجد واعتراف دولي. وأصبحت السينما المكسيكية مركز الأفلام التجارية في أمريكا اللاتينية.
العصر الذهبي بدأ رمزيا مع الفيلم «فلنذهب مع بانشو فيا: Vámonos con Pancho Villa» عام 1935 للمخرج فرناندو دي فوينتيس. فوفي عام 1939 وخلال الحرب العالمية الثانية انخفضت صناعة السينما في الولايات المتحدة وأوروبا لأن الموارد التي كانت تستخدم سابقاً في الإنتاج السينمائي أصبحت تستخدم في صناعة الأسلحة. وبدأت العديد من البلدان بالتركيز على إنتاج أفلام عن الحرب مما أعطى فرصة للمكسيك لإنتاج أفلام تجارية للمكسيكيين والسوق اللاتينية. تلك البيئة الثقافية فضلت ظهور جيل جديد من المخرجين والممثلين الذي يعتبرون لهذا اليوم رموز خالدة لدى الجمهور المكسيكي والجمهور من البلدان الهيسبانو الناطقة بالإسبانية.